# Лущ, Пётр
Пётр Лущ (пол. Piotr "Magik" Łuszcz; 18 марта 1978, Еленя-Гура — 26 декабря 2000, Катовице) — польский рэпер, известный как Magik (Магик).
Родился в семьe рабочих. В 1993 году вместе с другом Марцином Мартеном (AbradAb) и его братом Михалом (Joka) образовал коллектив Kaliber 44. Группа выпустила в 1996 году альбом Księga Tajemnicza. Prolog в тяжёлом психоделическом жанре («hardcore psycho rap»). Очень популярной стала сольная песня Магика — Plus i minus. В 1998 году выпустили новый диск под названием W 63 minuty dookoła świata. После этого Магик покинул группу.
В 1998 году вместе с Войцехом Альшером (Fokus) и Себастяном Сальбертом (Rahim) образовал группу Paktofonika. Спустя два года, в 2000 году, группа выпустила дебютный альбом Kinematografia, через 8 дней после выхода альбома Магик выпрыгнул из окна на девятом этаже.
В возрасте 22 лет — 26 декабря 2000 года в 6:15 утра выбросился с девятого этажа дома, где проживал с семьёй. Оставил жену и сына Филиппа.